# Клер, Рене
Рене Клер (фр. René Clair, наст. имя Рене-Люсьен Шомет фр. René-Lucien Chomette; 11 ноября 1898, Париж — 15 марта 1981) — французский кинорежиссёр, сценарист и продюсер. Один из самых значительных французских кинорежиссёров 1920-х и 1930-х годов, создатель жанра музыкального фильма. Отличительные черты его картин — лиризм и глубокое понимание человеческой психологии в сочетании с юмором на грани буффонады и сатирическим взглядом на общество. Отстаивал независимость французского кинематографа от Голливуда, боролся против «соглашения Блюма — Бирнса».

## Биография
Родился и вырос в парижском квартале Ле-Аль. Принадлежал к семье, где несколько поколений были преуспевающими торговцами. Впрочем, ни Рене Шомет, ни его старший брат Анри не продолжили семейную традицию, видя своё призвание в искусстве (Анри Шомет впоследствии также стал кинорежиссёром).
Братья Шомет получили классическое образование в лицее Людовика Великого и лицее Монтеня. В школьные годы Рене проявляет склонность к поэзии, пытается сочинять пьесы, увлекается боксом и фехтованием.
После начала Первой мировой войны Рене Шомет стремится попасть на фронт (в армию призван его отец и отправился добровольцем брат), но из-за состояния здоровья попадает туда только в качестве санитара. В 1918 году демобилизуется из-за травмы и встречает окончание войны уже в Париже. Война, по воспоминаниям Клера, была для него серьёзным потрясением. Во время пребывания на фронте он написал два сборника стихов, оставшихся неопубликованными.
Сразу после возвращения с фронта он становится сотрудником газеты «Энтрансижан» (фр. I Intransigeant) и печатается под псевдонимом «Рене Депре». Первым его репортажем было сообщение о смерти поэта Эдмона Ростана. Благодаря своим журналистским знакомствам он знакомится с известными деятелями кино и литературы, в том числе с Луи Деллюком и Марселем Прустом.
В кино Рене привела Дамия (Мари-Луиза Дамьен), для которой он писал песни. В 1920 году его приглашают сняться в картине «Лилия жизни», по пьесе румынской королевы Марии. Для съёмок он берёт себе новый псевдоним — Рене Клер (от фр. claire — ясный). В 1921 году снимается в фильмах студии «Гомон», режиссёром которых был Луи Фейад («Сиротка», «Паризетта») и фильмах Якова Протазанова («Смысл смерти», «За ночь любви»).
С 1922 года Рене Клер становится критиком «Paris-Journal» и Theatre et Comtvdia illustres/«Theatre et Comtvdia illustres». В 1951 году издал свои тексты в сборнике «Совершенное размышление».
Брат, Анри Шомет, знакомит его с Жаком де Баронселли, которому Клер ассистирует в четырёх фильмах, и который должен был помочь Клеру, с его первым фильмом «Женевьева де Брабан». Эта работа осталась незавершённой. Именно Баронселли представил Клера продюсеру Анри Диаман-Берже, доверившему ему съёмки «Париж уснул».
С 1923 года начинает ставить фильмы сам.
Со своей женой Броней Перелмутер Рене познакомился на показе фильма «Антракт».

## Творчество

### Период немого кино
В 1922 году Клер становится ассистентом режиссёра Жак де Баронселли, участвуя в съёмках фильмов «Полуденный звон» (1922) и «Легенда сестры Беатрисы» (1923).
В 1923 году Клер пишет сценарий «Волшебный луч» и снимает по нему свой первый фильм — эксцентрическую комедию с фантастическим сюжетом «Париж уснул», в которой нашли место и элементы сатиры. На экраны картина вышла только спустя год, после того, как Клер снял ещё два фильма, и имела шумный успех в среде авангардистов.
Снятый по заказу Шведского балета короткометражный фильм «Антракт» (1924), (более точный перевод названия «Relâche» — Спектакль отменяется) оценивался критикой по-разному. В этом фильме в кадре появляются многие легендарные деятели французского авангарда — прежде всего, это сам композитор Эрик Сати (написавший покадровую музыку для фильма, показываемого в антракте балета), а также художники Марсель Дюшан, Франсис Пикабия и Ман Рэй. Сюжет в «Антракте» отсутствует, кадры связаны скорее ассоциативно, а в целом происходящее на экране производит впечатление сна, в связи с чем дадаисты с восторгом восприняли этот фильм, увидев в нём воплощение своих художественных идей. В большинстве случаев «Антракт» характеризуется критикой именно как авангардистский (дадаистский) эксперимент. Во всяком случае, этот опыт создал Клеру имя в авангардных кругах и среди парижского бомонда.
Однако некоторые позднейшие критики называли этот фильм «сюжетной карикатурой на дадаистскую заумь», и «экспериментом, в котором Клер не был до конца искренен», «фильмом с элементом шутки», хотя и отдавали должное изобретательности, с которой сделан фильм, и общей авангардистской направленности фильма. По мнению Зигфрида Кракауэра: «Похоже на то, что Клер захотел опробовать все возможности кинематографической техники в сфере фантазии. Опыт, приобретённый таким путем, оказался весьма ценным для его дальнейшего творческого пути».
Так или иначе, в дальнейшем Рене Клер больше не возвращается к фильмам, подобным «Антракту», снимая иронические и лирические комедии «Призрак Мулен-Ружа» (1925) «Воображаемое путешествие» (1925), «Двое робких» (1928). Почти во всех своих фильмах Клер снимает актёра Альбера Прежана. Наибольший успех у публики имела картина «Соломенная шляпка» (1927) по пьесе Лабиша и Марк-Мишеля, комедия положений с яркими, гротескными персонажами. Наряду с комедиями, в этот период Рене Клер пробовал снимать и драму — «Добыча ветра» (1926).

### Период звукового кино
Наступление эры звукового кино поначалу привело Клера в замешательство, пока он не пришёл к мысли о возможности использования звука и изображения в качестве взаимодополняющих линий, своего рода контрапункта. Своё видение звукового кино он воплотил в побившей все рекорды популярности комедии «Под крышами Парижа» (1930), которая считается первым музыкальным фильмом, по крайней мере, в Европе. Не менее успешны были и следующие звуковые ленты Клера — комедия «Миллион» (1931) и гротескная сатира «Свободу нам!» (1932). В 1934 году он снял антифашистский фильм «Последний миллиардер», который был запрещён в Германии и ряде европейских стран, что побудило Клера перебраться в США.
Первый американский фильм Клера — «Привидение едет на запад» (1936) — был тепло принят, чего нельзя сказать о трёх следующих фильмах, которые были восприняты как чересчур «вольные» по голливудским меркам. Наиболее известна среди них экранизация «Десяти негритят» Агаты Кристи. После войны Клер вернулся во Францию, где снял «Молчание — золото» (1949) и историческую комедию «Большие манёвры» (1955).
Подобно своему младшему современнику Марселю Карне, режиссёр не принял эстетику «новой волны», продолжая следовать однажды избранному направлению. При создании фильмов он всегда ориентировался на массового зрителя, и не мог принять элитарное искусство, не доступное большинству. В 1960 году он был избран в члены Французской академии. Его именем названа кинопремия Французской академии.

## Фильмография
- 1924 — Антракт / Entr’acte

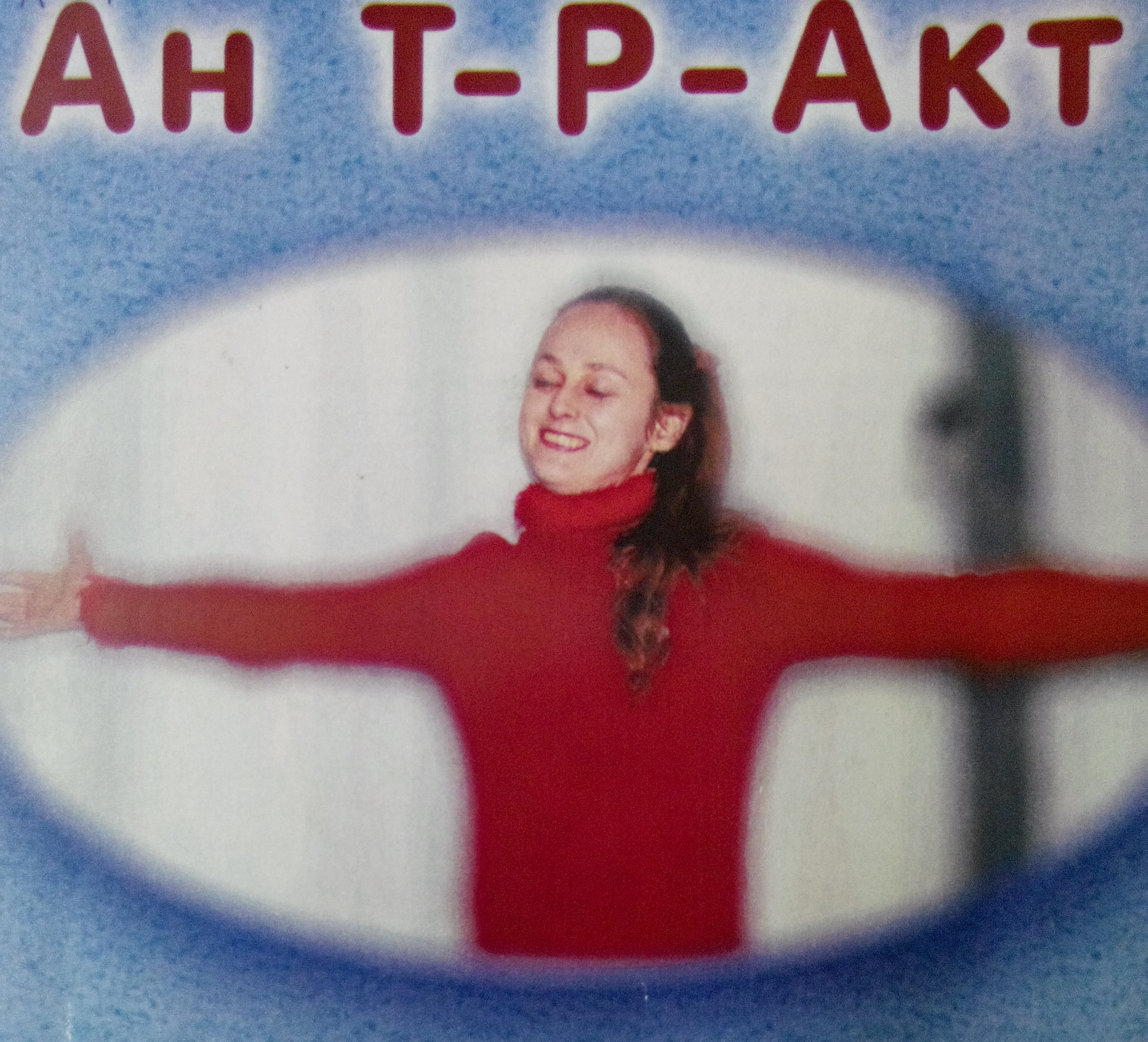
Кадр из фильма «Антракт»

- 1925 — Париж уснул / Paris qui dort
- 1925 — Воображаемое путешествие / Le voyage imaginaire
- 1925 — Призрак Мулен-Руж / Le Fantome du Mou-lin-Rouge
- 1926 — Добыча ветра / La proie du vent
- 1927 — Соломенная шляпка / Un chapeau de paille d’ltalie
- 1927 — Башня / La Tour (документальный)
- 1928 — Двое робких / Les deux timides
- 1930 — Под крышами Парижа / Sous les toits de Paris
- 1931 — Миллион / Le million
- 1932 — Свободу нам! / A nous la liberte
- 1932 — 14 июля / Quatorze juillet
- 1934 — Последний миллиардер / Le dernier milliardaire
- 1935 — Привидение едет на запад / The Ghost Goes West
- 1938 — Ошеломляйте новостями / Break the News
- 1939 — Чистый воздух / Air pur (не окончен)
- 1941 — Нью-орлеанский огонёк / The Flame of New Orleans
- 1942 — Я женился на ведьме / I Married a Witch
- 1943 — Это случилось завтра / It Happened Tomorrow
- 1943 — Вечность и один день / Forever and a Day (совместно с ещё 6 режиссёрами)
- 1945 — И не осталось никого / And Then There Were None
- 1949 — Молчание — золото / Le silence est d’or
- 1950 — Красота дьявола / La Beauté du diable
- 1952 — Ночные красавицы / Les Belles de nuit
- 1955 — Большие манёвры / Les grandes manoevres
- 1957 — Порт де Лила / Porte de Lilas
- 1960 — Француженка и любовь / La Franchise et l’amour (эпизод Свадьба)
- 1961 — Всё золото мира / Tout l’or du monde
- 1962 — Четыре истины / Les quatre verites (эпизод Два голубя)
- 1965 — Галантные празднества / Les fetes galantes
- 1966 — Гарибан / Gariban (автор сценария)